# Закон Габбла — Леметра
Закон Габбла або Хаббла закон (рішенням Генеральної асамблеї Міжнародного астрономічного союзу від серпня 2018 року рекомендовано назву закон Габбла — Леметра) — закон астрономії, за яким швидкість взаємного віддалення (розбігання) галактик пропорційна відстані між ними. Відкритий бельгійським астрономом Жоржем Леметром 1927 року та американським астрономом Едвіном Габблом 1929 року.
{\displaystyle v=H_{0}d},
де: 
v — швидкість віддалення галактики,
 d — відстань до неї,
 {\displaystyle H_{0}} — коефіцієнт пропорційності, який називають сталою Габбла.
Закон Габбла є основним методом визначення відстані до далеких позагалактичних об'єктів.
За дослідженнями 2018 року параметр Габбла мав значення
{\displaystyle H_{0}}= 67.77±1.30 (км/с)/Мпк.
Хоча вимірювання телескопа Джеймса Вебба у 2023 дали значення від приблизно 69 до 74 км/с/Мпк, в залежності від того який тип об'єктів було обрано для обрахунків. Методи які спираються на вивченні раннього Всесвіту, а саме реліктового випромінювання отримують значення в межах 67,5 км/с/Мпк. Дана розбіжність значень сталої Габбла, що була отримана різними методами називають напруженістю Габбла.
Якщо вважати, що швидкість розширення Всесвіту залишалася постійною, величина, обернена до параметра Габбла, визначає час від моменту Великого Вибуху, або вік Всесвіту. Його називають також часом Габбла. Він дорівнює приблизно 13,8 млрд років.

## Історія
Рівняння опису Всесвіту як цілого подав Ейнштейн 1917 року. На той час вважали, що Всесвіт статичний, незмінний і вічний. Ейнштейн був переконаний, що припустився в своїх рівняннях хиби, адже з них така модель не випливала. Тому наступного року він додав до рівнянь сталу величину, яку тепер називають космологічною сталою. Однак 1922 року Олександр Фрідман показав, що розв'язок рівнянь Ейнштейна в загальному випадку не є стаціонарним: вони можуть описувати Всесвіт, який розширюється або стискається (як із космологічною сталою, так і без неї). Лише за певних співвідношень між космологічною сталою, масою Всесвіту і параметром кривини може існувати статична модель Всесвіту. Після робіт Фрідмана вважали, що загальна теорія відносності передбачає нестаціонарну модель Всесвіту. Але яким він є насправді — на це запитання мали б дати відповідь спеціальні вимірювання спектрів далеких галактик та відстаней до них. Обидва завдання є непростими й сьогодні, а в ті часи їх тільки-но розпочинали.
Червоний зсув ліній поглинання в спектрах далеких галактик вказував на розбігання — рух «усіх від усіх». За ними Г. Стромберг (англ. Gustaf Strömberg) визначив радіальну швидкість 43 галактик. Жорж Леметр використав його визначення для оцінки темпу розбігання галактик. Оскільки для оцінки потрібно було знати відстані до цих галактик (а їх не було відомо), він оцінив і відстані, припустивши, що всі галактики мають однакову світність. І отримав результат, згідно з яким галактики, що перебувають на відстані один мегапарсек від земного спостерігача (приблизно 3,26 мільйона світлових років), віддаляються зі швидкістю 630 км/с. Аналіз космологічних моделей, виведення формули та оцінку коефіцієнта пропорційності (Леметр позначав його літерою K) викладено в статті «Однорідний Всесвіт постійної маси i зростаючого радіуса, що враховує радіальну швидкість позагалактичних туманностей» у працях Брюссельського наукового товариства (фр. Annales de la Societe Scientifique de Bruxelles) за 1927 рік. Журнал тоді був не дуже відомим, тому провідні фахівці статтю не помітили.
Через два роки Едвін Габбл отримав такий самий закон, зіставивши емпіричні дані про спектри 23 галактик та відстані до них. Останні були визначені на основі блиску найяскравіших зір та цефеїд в інших галактиках. Такі визначення відстаней були надійнішими, ніж оцінка Леметра. До того ж, Габбл врахував у вимірах рух земного спостерігача. Отриманий ним темп розбігання галактик становив 465±50 км/сек на один мегапарсек. Хоча числові оцінки сталої виявилися досить далекими від її сучасного визначення (близько 70 км/с), однак відкриття закону стало важливою подією.
1931 року, коли закон став відомим, журнал Monthly Notices of the Royal Astronomical Society (MNRAS) запропонував Леметру перекласти статтю з французької й опублікувати в них англійською. Леметр погодився, однак у перекладі прибрав частину, яка стосувалася величини темпу розбігання галактик. Він мотивував скорочення тим, що «Габбл зробив це на основі кращих даних про відстані до галактик». Тому відкриття закону приписували одноосібно Габблу, а про Леметра, який відкрив його раніше, не згадували. Зокрема, Георгій Гамов у своїй науково-популярній книзі «Народження Всесвіту» (англ. The Creation Of The Universe, 1952) назвав закон розширення Всесвіту законом Габбла. Європейські дослідники, розуміючи справжню причину недооцінки ролі Леметра, час від часу ставили питання про її визнання.
У липні 2018 року в Європейському фізичному журналі (серія H) вийшла стаття, в якій було описано причетність Леметра і Габбла до відкриття закону про швидкість розбігання галактик. У серпні 2018 року Генеральна асамблея Міжнародного астрономічного союзу після тривалого обговорення рекомендувала перейменувати закон на закон Габбла — Леметра, а наприкінці жовтня того ж року рішення підтримала переважна більшість членів МАС.